# The Day After (Gert Emmens)
The day after is een studioalbum van Gert Emmens (in dit geval alleen). Het is een conceptalbum over het leven van een vrouw, wier grote liefde plotseling verdwijnt. Hij laat wel een briefje achter met een gedicht, maar de vrouw in kwestie begrijpt het verband niet tussen gedicht en vertrek. De muziek is melodieus en wisselt vaak van stemming, de gedachten van de vrouw weergevend van paniek tot hoop.

## Musici
- Gert Emmens – toetsinstrumenten, elektronica
- Matzumi (Kathrin Manz): zang
- Natxo Asenjo Férnandez: spreekstem Silencio eterno

## Muziek
Alle titels van Emmens, Contemplation van Emmens en Peter Leijdsman

| Nr. | Titel                             | Duur  |
| --- | --------------------------------- | ----- |
| 1.  | Waking up                         | 11:11 |
| 2.  | Cry it out                        | 11:10 |
| 3.  | Hope fades away                   | 11:16 |
| 4.  | Silencio eterno (Eternal silence) | 11:40 |
| 5.  | Searching for answers             | 12:16 |
| 6.  | Contemplation                     | 10:11 |
| 7.  | How to move on from here          | 3:55  |

Contemplation werd al in 2003 geschreven.